# Гусев, Иван Михайлович
Иван Михайлович Гусев (1922—2007) — полковник Советской Армии, участник Великой Отечественной войны, Герой Советского Союза (1944).

## Биография
Иван Гусев родился 6 октября 1922 года в деревне Старые Омутищи (ныне — Петушинский район Владимирской области) в крестьянской семье. Окончил десять классов школы, затем учился в библиотечном техникуме. Два раза пытался поступить в аэроклуб, но не прошёл по здоровью. Работал столяром. В августе 1941 года Гусев был призван на службу в Рабоче-крестьянскую Красную Армию и направлен на учёбу в Ульяновское училище связи, позднее был переведён в Ульяновское пехотное училище. Сильно простудился на учениях и был отчислен из училища, длительное время лечился в госпитале и дома. В 1942 году Гусев окончил курсы младших политруков. С августа того же года — на фронтах Великой Отечественной войны. Принимал участие в боях на Калининском, Юго-Западном, Степном, 2-м и 3-м Украинских фронтах. Участвовал в освобождении Украинской и Молдавской ССР, Болгарии, Югославии, Венгрии. В боях два раза был ранен и контужен. К апрелю 1944 года старший лейтенант Иван Гусев был комсоргом 429-го стрелкового полка 52-й стрелковой дивизии 57-й армии 3-го Украинского фронта. Отличился во время форсирования Днестра.
В ночь с 12 на 13 апреля 1944 года Гусев одним из первых переправился через Днестр в районе села Бычок Григориопольского района Молдавской ССР и принял активное участие в захвате, удержании и расширении плацдарма. В ходе штурма высоту 65,1 в районе села Гура-Быкулай Гусев лично поднял роту в атаку. В боях он лично уничтожил несколько десятков вражеских солдат и офицеров.
Указом Президиума Верховного Совета СССР от 13 сентября 1944 года за «образцовое выполнение боевых заданий командования на фронте борьбы с немецкими захватчиками и проявленные при этом мужество и героизм» старший лейтенант Иван Гусев был удостоен высокого звания Героя Советского Союза с вручением ордена Ленина и медали «Золотая Звезда» за номером 3427.
После окончания войны Гусев продолжил службу в Советской Армии. В 1946 году он окончил курсы при Московском военно-политическом училище, в 1957 году — авиационный факультет Военно-политической академии. Летал на боевых самолётах, будучи стажёром-штурманом. С 1964 года Гусев преподавал на Центральных офицерских курсах радиотехнических войск противовоздушной обороны во Владимире. В 1978 году в звании полковника он был уволен в запас. Проживал во Владимире, работал методистом Владимирского областного института усовершенствования учителей, позднее стал преподавателем профессионального училища. Занимался общественной деятельностью, с 1987 года возглавлял Владимирский областной Совет ветеранов.
Скончался на 85-м году жизни 3 октября 2007 года, похоронен на Улыбышевском кладбище Владимира.
Почётный гражданин Владимирской области (1995), Почётный гражданин города Владимир (2005), Почётный гражданин Петушков, Почётный гражданин села Соледар. Был также награждён двумя орденами Отечественной войны 1-й степени, орденами Красной Звезды, «За службу Родине в Вооружённых Силах СССР» 3-й степени, рядом медалей.